# Väinö Liikkanen
Väinö Liikkanen   (Virolahti, 16 de novembre de 1903 - Kuusankoski, 15 d'octubre de 1957) va ser un esquiador de fons finlandès, que va competir durant la dècada de 1930.
El 1932 va prendre part en els Jocs Olímpics de Lake Placid, on va disputar dues proves del programa d'esquí de fons. En els 50 quilòmetres guanyà la medalla de plata, en finalitzar rere el seu compatriota Veli Saarinen, mentre en la prova dels 18 quilòmetres fou novè.
En el seu palmarès també destaquen dues medalles al Campionat del Món d'esquí nòrdic, una d'or el 1935 en els relleus 4 x 10 km, i una de bronze el 1933 en els 18 km.